# Torre del Chianti
La Torre del Chianti, originariamente denominata Torre dell'acqua, è un'antica torre piezometrica, ubicata nel Comune di San Casciano in Val di Pesa (Firenze) nel viale San Francesco, nei pressi dell'omonimo convento.

## Storia e descrizione
La torre fu originariamente costruita nei primi anni del Novecento con una struttura lignea, ma venne distrutta durante i bombardamenti del secondo conflitto mondiale. Nei primi anni del dopoguerra, il serbatoio fu ricostruito, riprendendo le forme e le dimensioni attuali. La struttura, che si erge per un'altezza di 37 metri, è costituita da un cilindro in calcestruzzo armato. Al suo interno, una scala elicoidale consente di raggiungere la sommità, dove si trova il serbatoio e la copertura.
Nel 2014 un intervento di restauro accurato ha permesso di recuperare la torre, ripristinando la sua funzione originaria a servizio dell'acquedotto comunale e rendendola anche un punto di interesse turistico. I lavori hanno portato alla realizzazione di alcuni miglioramenti, tra cui:
- l'installazione di un ascensore panoramico esterno, che conduce fino alla sommità della torre (circa 37 metri di altezza) e offre una vista a 360 gradi sull'intero territorio del Chianti;
- la predisposizione degli spazi interni, dove è stata allestita una sala di accoglienza turistica e sono state collocate vetrine espositive dedicate alle arti minori locali.

L'interno della struttura è stato adattato anche per ospitare mostre, come quelle di arte contemporanea o di fotografia.